# Брайнер, Бела
Бела Брайнер (рум. Bela Breiner, венг. Breiner Béla; 13 февраля 1896, Орадя, Трансильвания — 10 марта 1940, Бухарест) — румынско-венгерский политик, деятель румынского рабочего движения, журналист, редактор.

## Биография
Родился еврейской рабочей семье. С 12-летнего возраста начал работать учеником токаря. Революционную деятельность начал в Венгрии, вступив (1912) в Социал-демократическую партию Венгрии.
Во время Первой мировой войны за антивоенную пропаганду среди рабочих металлургического завода в Будапеште был направлен на передовую линию фронта. Находясь в армии, развернул революционную деятельность среди солдат. В 1919 году принимал участие в Венгерской революции, а в 1920 году — в организации всеобщей забастовки рабочих Румынии.
С 1921 года — член Коммунистической партии Румынии (КПР). В 1925—1926 годах — секретарь Орадиевской областной организации КПР. С 1926 по 1931 год находился в тюрьме Дофтана, где руководил комитетом действия политзаключенных.
На V съезде КПР (1931) был избран членом ЦК КПР, а затем членом Секретариата ЦК КПР.
В 1932 году за активную антифашистскую борьбу и подчинения Румынии иностранному капиталу был приговорён к 3 годам тюрьмы.
После освобождения руководил изданием нелегального органа КПР газеты «Scînteia» (1935—1939), принимал участие в организации подпольной радиостанции «Romînia Libera» (1939—1940).
Умер в марте 1940 года от рака желудка.